# Кристоф Глук
Кристоф Вилибалд Глук (на немски: Christoph Willibald Gluck, 2 юли 1714 – 15 ноември 1787) е германски композитор от епохата на ранния класицизъм, автор на над 100 оперни произведения. Името му се свързва с въвеждането на важни промени в оперното изкуство. Най-значимите му произведения са написани на френски по време на престоя му в Париж под патронажа на кралица Мария-Антоанета.

## Биография
Роден е в Ерасбах, Бавария. Голяма част от младежките си години прекарва в Прага, където работи като черковен певец и музикант и учи при чешкия композитор Бохуслав Чернохорски. През 1736 г. заминава да продължи образованието си във Виена, а на следващата година е в Милано, където учи при известния композитор Джовани Самартини. По това време Глук се ориентира към оперното творчество и постига първите си успехи в музиката. За сюжети често избира истории от митологията и от Античната епоха, които са популярни сред автори от неговото време. През 1741 г. съчинява първата си сценична творба – операта серия „Артаксеркс“ („Ксеркс“). Премиерата на операта в Ла Скала преминава с голям успех, което носи на Глук европейска известност и поръчки за нови опери от Венеция, Торино и Кремона.
През 1745 г. Глук заминава за Лондон, но там оперите му „Артамене“ и „Гибелта на великаните“ се приемат хладно и не след дълго той напуска Англия. От този период датира запознанството му с Хендел, на чието творчество силно се възхищава. Това ще бъде първият тласък за неговото реформаторско дело.
След Лондон известно време работи като диригент в Хамбург. Между 1750 – 1772 живее и твори във Виена, където създава повечето си известни произведения. От 1754 г., в продължение на десет години, Глук заема привилегированата длъжност диригент на придворната опера. По това време срещите му с граф Дурацо, интендант на операта и либретист, с когото разисква оперната драматургия, и с Раниери де Калцабиджи, популярен за времето си поет, драматург и оперен либретист, дават на Глук необходимия импулс да започне своята реформа. Макар да е силно повлиян от италианската опера серия, постепенно Глук променя своите опери в посока на по-малко текст със силна музика и зрелищни ефекти. Първата съвместна творба на Глук и Калцабиджи е новаторската опера „Орфей и Евридика“ (1762). Следват „Алцеста“ и „Парис и Елена“, чийто либретист отново е Калцабиджи.
Вече на върха на своята слава, през есента на 1773 г. Глук заминава за Париж по покана на кралица Мария-Антоанета. Във френската столица Глук създава оперни произведения, чийто реформаторски стил разделя публиката и предизвиква остри спорове между привържениците на традиционната италианска опера и тези, подкрепящи новите тенденции в оперното изкуство.
През 1779 г. Кристоф Глук се завръща във Виена, където остава до края на живота си – умира на 15 ноември 1787 г.

## Творчество
Сред най-известните му творби са:
- „Артаксеркс“ (опера, 1741),
- „Демофонт“ (опера, 1743),
- „Семирамида“ (балет, 1748),
- „Парис и Елена“ (опера, 1770),
- „Орфей и Евридика“ (1762, 1774)
- „Ахил“ (балет, 1765),
- „Ифигения в Авлида“ (опера, 1774),
- „Армида“ (опера, 1777), „Ифигения в Таврида“ (опера, 1779),
- „Ехо и Нарцис“ (опера, 1780).